# IAR 93
IAR 93 a fost primul avion militar cu reacție fabricat în România, fiind dezvoltat ca parte a programului YUROM de catre INCREST București în colaborare cu VTJ (Iugoslavia). Prototipul românesc a fost asamblat la Aerostar Bacău, fabricația de serie realizându-se la Avioane Craiova, în colaborare cu SOKO Mostar (Iugoslavia).  
Rod al colaborării dintre specialiștii români și iugoslavi, avionul IAR 93 este un avion cu întrebuințări multiple, putând îndeplini misiuni variate în toate condițiile meteorologice, ziua și noaptea. 
Primul zbor al prototipului a avut loc în data de 31 octombrie 1974, zbor care le-a confirmat proiectanților ceea ce anticipaseră prin calcule. După terminarea tuturor zborurilor de încercare, avionul a intrat în producția de serie și în dotarea Forțelor Aeriene Române.

## Descriere
IAR 93 este un avion monoloc, bimotor, cu aripa sus, destinat misiunilor de cooperare și atac la sol, cu posibilități de interceptare a țintelor aeriene.
Aripa are o săgeată de 43° la bordul de atac și diedrul negativ de 3,5°; este compusă din două lonjeroane, nervuri și lise, iar parțial învelișul este frezat. Pe bordul de atac se află amplasați voleți acționați hidraulic, iar pe bordul de fugă flapsuri de tip Fowler modificat. Fiecare aripă are pe extrados câte un cuțit aerodinamic, iar pe intrados câte doi piloni de acroșare.

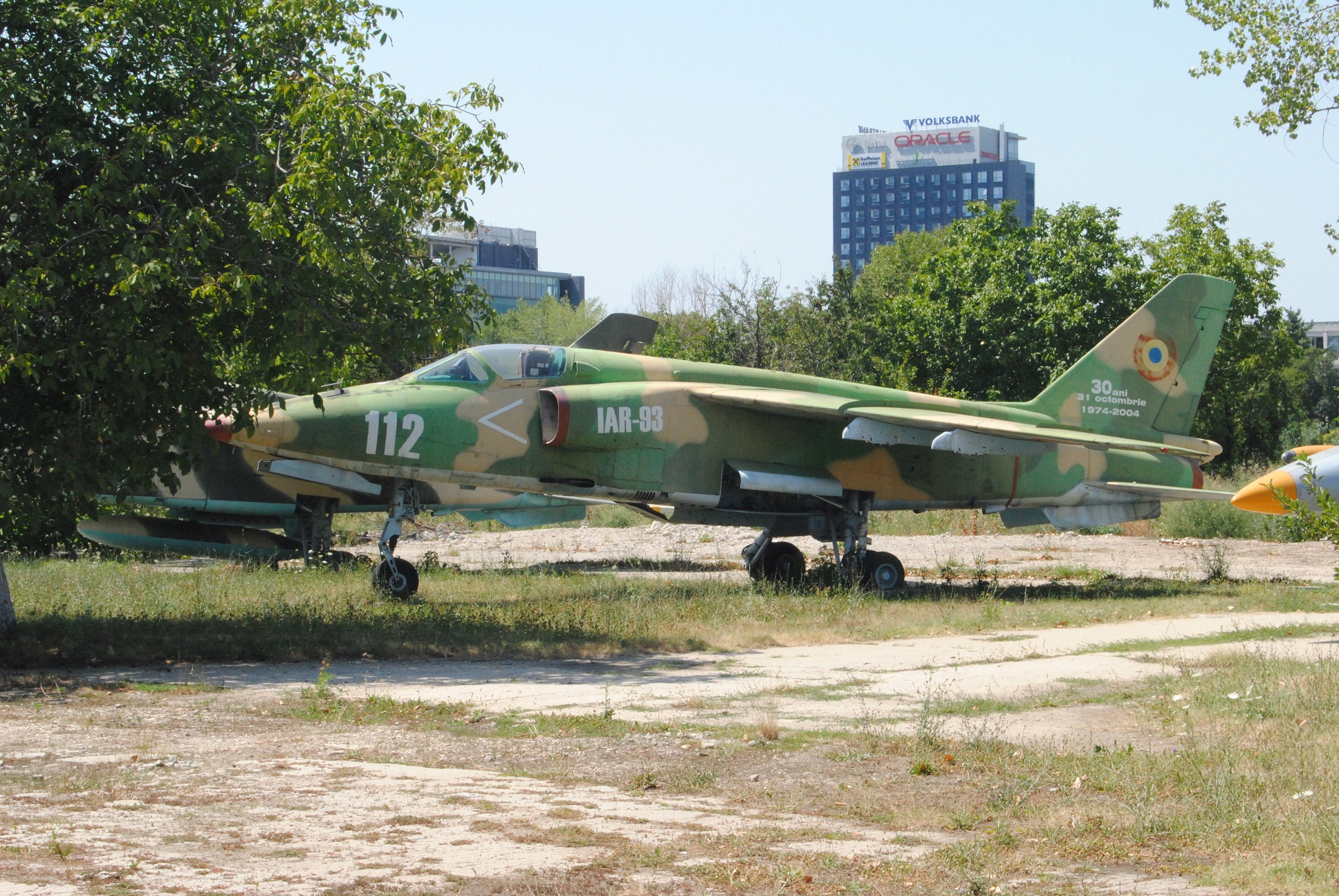
IAR 93 la Muzeul Aviației din București

Fuzelajul este de tip semimonococă, alcătuit din trei segmente: fuzelajul anterior, fuzelajul central și fuzelajul posterior.
Fuzelajul anterior conține echipamente de navigație și control, jamba de bot și cabina pilotului amplasată între cele două prize de aer.
Fuzelajul central prezintă pe intrados două frâne aerodinamice perforate, pilonul central de acroșare  și trenul principal de aterizare. Pe extrados, între cabina pilotului și ampenajul vertical, se găseste o coamă profilată aerodinamic care adăpostește trasee ale circuitelor hidraulice și comenzi de zbor.
Fuzelajul posterior conține cele două motoare ale avionului, ampenajul vertical și orizontal, iar pe extrados două derive.
Ampenajul vertical este tip clasic, compus din derivă si direcție, iar cel orizontal este tip pendular, ambele având configurația săgeată.
Trenul de aterizare este triciclu, cu roata de bot orientabilă. Atât jamba de bot (cu roată simplă), cât și trenul principal (cu roți duble) se escamotează înspre înainte, în fuzelaj.
Cabina pilotului este situată în fuzelajul anterior, între cele două prize și este prevazută cu scaun catapultabil de tip „zero-zero”, cu ejectare prin cupolă. De asemenea, cabina este prevazuta cu aparate de navigație, control, comunicație etc.
Pe avion se află montat un sistem de control al presurizării cabinei, aerului condiționat și degivrării parbrizului. Sunt prevăzute, de asemenea, două sisteme hidraulice independente pentru acționarea dispozitivelor de hipersustentație și a suprafețelor de comandă. Tot aceste două sisteme acționează frânele aerodinamice, escamotarea trenului, frânele trenului principal, parașuta de frânare și orientarea jambei de bot.
Instalația electrică principală, de 28 V, este alimentată de două generatoare de 9 kW acționate de motoare. De asemenea, instalația cuprinde două baterii de 36 Ah și convertizoare statice de 700 VA.

## Date tehnice

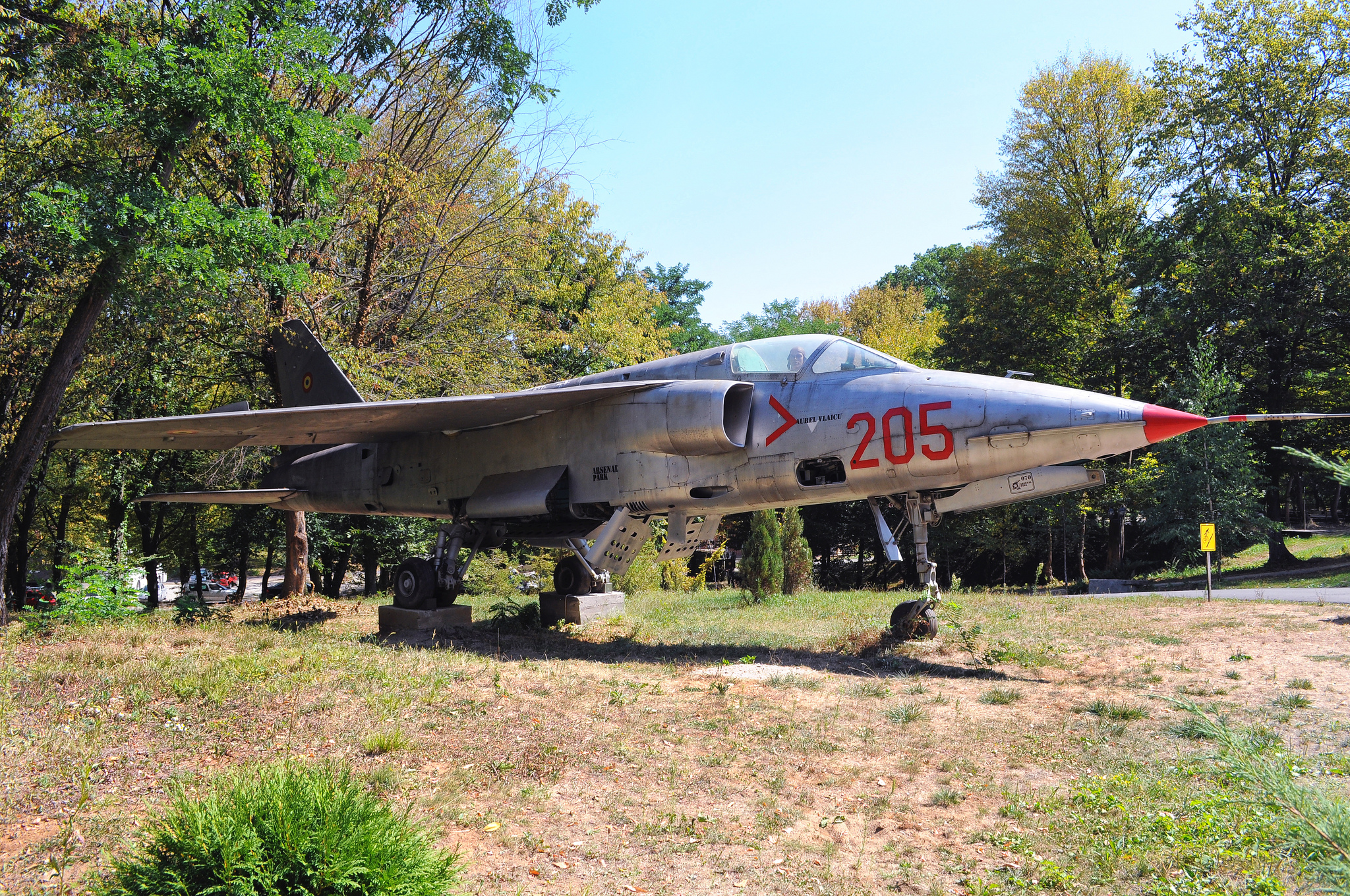
IAR 93 expus la Arsenal Park în Orăștie.

Datele tehnice prezentate în continuare sunt pentru varianta IAR-93B, expusă la Muzeul Militar Național.
- Motoare: 2 x Rolls-Royce Viper MK 633-47 de 17,8 kN cu postcombustie.
- Performanțe: 
  - Viteza maximă: 1130 km/h la 0 m
  - Viteza de croazieră: 730 km/h la 7000 m
  - Viteza de ascensiune: 34 m/s fară postcombustie, 66 m/s cu postcombustie
  - Plafon: 13000 m
  - Distanță de decolare: 1100 m cu trecere peste obstacol de 15 m
  - Distanță de aterizare: 1650 m cu trecere peste obstacol de 15 m

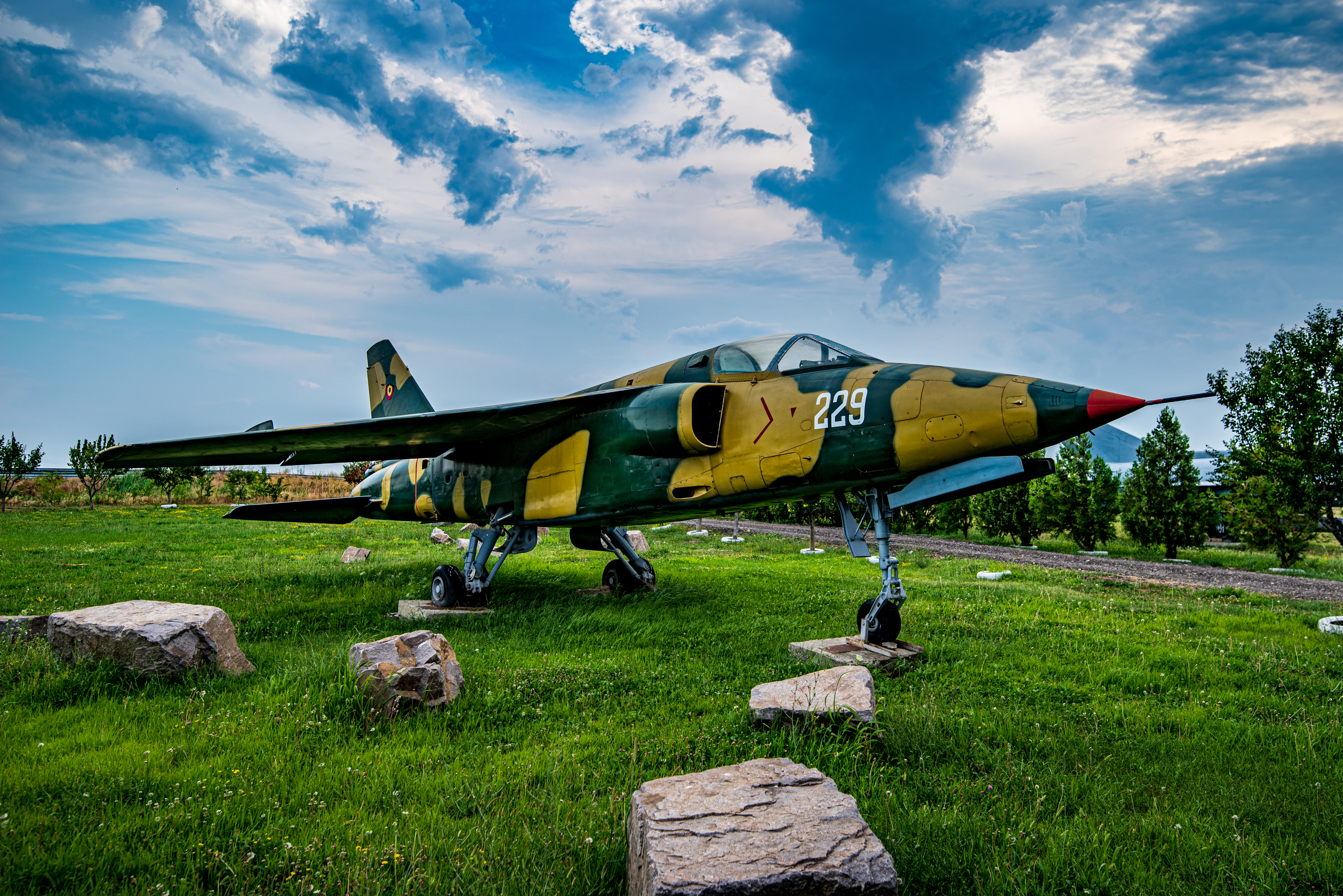
IAR 93 expus la Aerodromul din Vădeni, jud. Brăila.

- IAR 93 expus la Aerodromul din Vădeni, jud. Brăila.Mase: 
  - Gol echipat: 6150 kg
  - Maximă decolare: 10326 kg
- Dimensiuni: 
  - Anvergura 9,63 m
  - Lungime totală: 14,88 m
  - Înălțime: 4,45 m
  - Suprafața portantă 26 m2.